# Hipparchia monticola
Hipparchia monticola är en fjärilsart som beskrevs av Thierry-mieg. Hipparchia monticola ingår i släktet Hipparchia och familjen praktfjärilar. Inga underarter finns listade i Catalogue of Life.